# AM, antes del mediodía
AM fue programa de televisión de actualidad y variedades argentino emitido por Telefe, de lunes a viernes de 9 a 13, que comenzó el 20 de marzo de 2006 y se mantuvo al aire durante 10 temporadas, convirtiéndose en el programa principal de las mañanas de Telefe y finalizando el 30 de diciembre de 2015.
Fue conducido por Leonardo Montero y Verónica Lozano. El formato fue un Magazín matutino de información, humor y entretenimiento, donde se trataban noticias, temas de actualidad, hechos de la farándula y entrevistas.
El equipo de panelistas fue variando con los años, entre ellos estuvieron Darío Mindlin, Laura Ubfal, Walter Queijeiro, Santiago Zeyen, Pia Shaw, Barbie Simons, Augusto Tartufoli, Luis Piñeyro,Darío Barassi, Diego Moranzoni, Pampito Perelló Aciar, entre otros.
En el último programa se presentaron momentos y sketchs destacados de las 10 temporadas y a todos aquellos que participaron del ciclo.

## Temporadas
El 22 de febrero de 2008, el programa cumplió 500 emisiones y lo celebró con un especial. Se presentaron saludos de famosos tales como Teté Coustarot, Mariano Iúdica, Ana Acosta, Anita Martínez, Martín Campi Campilongo, Marcelo Iripino, Victoria Vanucci, María Fernanda Chachi Telesco, Nadia Epstein y Leandro Maldonado, ex concursantes de Gran Hermano. Además, se emitió un video de momentos destacados y un show musical en vivo de Los Sultanes. El equipo de panelistas estaba compuesto por Augusto Tartúfoli, Darío Villarruel, Walter Queijeiro, Ronen Suarc, Pepe Pompín, Damián Fortunato y Victoria Bianco. Los noteros eran Diego Moranzoni, Santiago Zeyen y La Colo, ex concursante del reality show Gran Hermano.
La temporada 2009 comenzó el 30 de marzo, siendo invitados los actores Carla Peterson y Mike Amigorena, los protagonistas de Los exitosos Pells, la actriz y animadora venezolana Catherine Fulop y el futbolista Cristian "El Ogro" Fabbiani y su madre Mirtha. Durante el año, el programa se emitió de 9 a 11 de la mañana, y tuvo como nuevas incorporaciones a Quique Feldman en deportes, y a los doctores Adrián Cormillot y Darío Mindlin, quienes daban informes sobre salud. Otras incorporaciones fueron Nazareno Móttola y Martín Bustos, ganador de Talento Argentino, como humoristas; y el notero Santiago Zeyén quien se encargaba de informar sobre el reality show Operación Triunfo 2009. Por otro lado, del año anterior, continuaron como panelistas Augusto Tartufoli, Darío Villarruel, Walter Queijeiro y Pepe Pompín.
Las emisiones del 2010 comenzaron el 25 de febrero. Durante este año, el programa se emitió de 9:30 a 12 de la mañana. La nueva incorporación en el equipo de panelistas fue el periodista deportivo Gastón Recondo, quien junto a Walter Queijeiro desde Sudáfrica, informaron las novedades del Mundial de Fútbol. La otra incorporación fue la de la humorista Dalia Gutman. Los columnistas del programa que continuaron de la temporada anterior fueron Darío Villarruel en los temas sociales, Augusto Tartúfoli en espectáculos, Walter Queijeiro en deportes, y los doctores Adrián Cormillot y Darío Mindlin en temas de cuidado de la salud y vida sana. También estuvieron Pepe Pompín y Darío Barassi. Durante este año, hubo secciones tales como "El Facebook de los famosos", "Versus", "Siempre los estamos mirando", "Por los medios" o "El ADN de los famosos". Los invitados del primer programa fueron Isabel Macedo y Damián De Santo de "Botineras", y Mariano Peluffo.
El 11 de agosto de 2010, el programa celebró 1000 emisiones con un especial. El mismo, contó con las apariciones especiales de Soledad Silveyra y Nicole Neumann y un cierre musical a manos de Miranda!
Durante el verano del 2011, iniciando el 3 de enero, el programa se emitió de 10 a 13 con intención de cubrir las novedades de Gran Hermano 2011. Walter Queijeiro dejó el ciclo luego de cinco temporadas, al igual que Gastón Recondo quien abandonó luego de un año por incorporarse al programa Bendita.
En junio de 2013, ingresó Rodrigo Lussich como panelista con una sección propia de Bombas, su forma de llamar a las primicias de farándula. El 4 de julio, los conductores, Lozano y Montero, aparecieron en el programa Los vecinos en guerra actuando de versiones ficcionalizadas de sí mismos.
El 6 de mayo de 2014, el ciclo alcanzó las 2.000 emisiones. En celebración de este hecho, se exhibió un corto humorístico, que contó con la participación de famosos tales como Florencia de la V, Mariano Martínez, Laura Esquivel, Mariano Peluffo, El "Bambino" Veira, entre otros.

## Equipo

### Conductores
- Leonardo Montero (2006-2015)
- Verónica Lozano (2006-2015)

### Panelistas
- Darío Mindlin
- Laura Ubfal
- Walter Queijeiro
- Pía Shaw
- Barbie Simmons
- Augusto Tartúfoli
- Luis Piñeyro
- Darío Barassi
- Rodrigo Lussich
- Darío Villarruel
- Claudia Médic
- Adrián Cormillot
- Gastón Recondo
- Dalia Gutmann
- Gastón Trezeguet
- Pepe Pompín

### Cronistas
- Pía Shaw
- Santiago Zeyen
- Diego Moranzoni
- Sebastián "Pampito" Perelló Aciar

## Audiencia
| Temporada | Año   | Prom. |
| --------- | ----- | ----- |
| 1         | 2006  | 2.8   |
| 2         | 2007  | 6.6   |
| 3         | 2008  | 4.7   |
| 4         | 2009  | 6.5   |
| 5         | 2010  | 5.9   |
| 6         | 2011  | 6.4   |
| 7         | 2012  | 5.9   |
| 8         | 2013  | 5.0   |
| 9         | 2014  | 4.4   |
| 10        | 2015  | 3.6   |
| Total     | Total | 5.2   |

## PM
Debido al éxito de AM, y frente a la cancelación de El referí del Matrimonio, la dirigencia de Telefe le propuso a los conductores la realización de un formato en el horario de la tarde. Finalmente, PM, como se llamó dicho formato, se emitió de lunes a viernes comenzando el lunes 28 de marzo de 2011 de 16:00 a 17:15 (GMT-3).

## Premios y nominaciones
| Fecha de la Ceremonia   | Premio                     | Categoría                                  | Ganadores y nominados  | Resultado |
| ----------------------- | -------------------------- | ------------------------------------------ | ---------------------- | --------- |
| 2 de mayo de 2010       | Premios Martín Fierro 2009 | Mejor labor en conducción femenina         | Verónica Lozano        | Ganadora  |
| 2 de mayo de 2010       | Premios Martín Fierro 2009 | Mejor programa de interés general          | AM, Antes del Mediodía | Nominado  |
| 8 de diciembre de 2010  | Premios Tato 2010          | Mejor programa de entretenimientos         | AM, Antes del Mediodía | Ganador   |
| 22 de mayo de 2011      | Premios Martín Fierro 2010 | Mejor labor en conducción masculina        | Leonardo Montero       | Nominado  |
| 22 de mayo de 2011      | Premios Martín Fierro 2010 | Mejor programa de interés general          | AM, Antes del Mediodía | Ganador   |
| 22 de mayo de 2011      | Premios Martín Fierro 2010 | Mejor labor en conducción femenina         | Verónica Lozano        | Nominado  |
| 14 de diciembre de 2011 | Premios Tato 2011          | Mejor Magazine                             | AM, Antes del Mediodía | Nominado  |
| 14 de diciembre de 2011 | Premios Tato 2011          | Mejor animación / conducción femenina      | Verónica Lozano        | Nominada  |
| 27 de mayo de 2012      | Premios Martín Fierro 2011 | Mejor labor en conducción masculina        | Leonardo Montero       | Nominado  |
| 17 de noviembre de 2012 | Premios Tato 2012          | Mejor Magazine                             | AM, Antes del Mediodía | Ganador   |
| 17 de noviembre de 2012 | Premios Tato 2012          | Mejor conducción femenina                  | Verónica Lozano        | Ganadora  |
| 5 de agosto de 2013     | Premios Martín Fierro 2012 | Mejor conducción femenina                  | Verónica Lozano        | Nominada  |
| 5 de agosto de 2013     | Premios Martín Fierro 2012 | Mejor programa de Interés general/Magazine | AM, antes del mediodía | Nominado  |
| 5 de agosto de 2013     | Premios Martín Fierro 2012 | Mejor conducción masculina                 | Leonardo Montero       | Nominado  |
| 2 de diciembre de 2013  | Premios Tato 2013          | Mejor panelista                            | Rodrigo Lussich        | Nominado  |
| 2 de diciembre de 2013  | Premios Tato 2013          | Mejor panelista                            | Pía Shaw               | Nominada  |
| 2 de diciembre de 2013  | Premios Tato 2013          | Mejor Magazine                             | AM, antes del mediodía | Ganador   |
| 2 de diciembre de 2013  | Premios Tato 2013          | Mejor edición en no ficción                | AM, antes del mediodía | Nominado  |
| 2 de diciembre de 2013  | Premios Tato 2013          | Mejor labor periodística                   | Diego Moranzoni        | Nominado  |
| 2 de diciembre de 2013  | Premios Tato 2013          | Mejor conducción femenina                  | Verónica Lozano        | Ganadora  |
| 2 de diciembre de 2013  | Premios Tato 2013          | Mejor conducción masculina                 | Leonardo Montero       | Nominado  |
| 18 de mayo de 2014      | Premios Martín Fierro 2013 | Mejor conducción masculina                 | Leonardo Montero       | Nominado  |
| 18 de mayo de 2014      | Premios Martín Fierro 2013 | Mejor cronista/movilero                    | Pía Shaw               | Nominado  |
| 14 de junio de 2015     | Premios Martín Fierro 2014 | Mejor conducción masculina                 | Leonardo Montero       | Nominado  |
| 2 de diciembre de 2015  | Premios Tato 2015          | Mejor conducción femenina                  | Veronica Lozano        | Ganadora  |
| 2 de diciembre de 2015  | Premios Tato 2015          | Mejor panelista                            | Pía Shaw               | Ganadora  |
| 2 de diciembre de 2015  | Premios Tato 2015          | Mejor Magazine                             | AM, antes del mediodía | Nominado  |